# Luzon Building
El Luzon Building era un edificio histórico de seis pisos y 26,82 metros de altura situado en 1302 Pacific Avenue del Downtown de la ciudad portuaria de Tacoma, en el estado de Washington (Estados Unidos). Fue diseñado en 1890 en el estilo de la Escuela de Chicago por la firma Burnham & Root, de los arquitectos de Chicago Daniel Burnham y John Root, y terminado en 1891.

## Historia
El Luzon fue construido entre 1890 y 1891 por encargo del Pacific National Bank, de modo que su primer nombre fue Pacific National Bank Building. En 1892 fue adquirido por George Vanderbilt, que lo rebautizó como Vanderbilt Building.
Varios bancos ocuparon los locales comerciales de la planta baja. Tenía una entrada en el primer piso en Pacific Avenue y una entrada en el segundo piso en Commerce Street. Ambos pisos contenían negocios como W.L. Davis & Sons Co. Furniture y Chaddy & Son Tailors además del banco; los cuatro pisos superiores eran espacios habitables.
El edificio recibió el nombre de "Luzón" en 1901, en honor a la mayor isla de Filipinas, donde el 1 de julio de ese año William Howard Taft inauguró el establecimiento de la Primera República Filipina durante la ocupación estadounidense de Filipinas.
El edificio fue demolido el 26 de septiembre de 2009 a pesar de los esfuerzos de los conservacionistas locales.